# Tattletail
Tattletail es un videojuego de terror independiente creado por Waygetter Electronics. El jugador debe cuidar de su mascota virtual, el Baby Talking Tattletail, mientras evita ser atacado y asesinado por su predecesora, Mamá Tattletail (comúnmente conocida como "Mamá"). El juego fue lanzado el 28 de diciembre de 2016 en Steam.
Algún tiempo después del lanzamiento completo del juego, se lanzaron dos actualizaciones, la primera agregando múltiples finales y la segunda incluyendo una campaña de expansión que tiene lugar después de la campaña principal del juego. 

## Jugabilidad
Durante las cinco noches previas a Navidad, el jugador debe atender a su juguete, el Baby Talking Tattletail, al alimentarlo, acariciarlo y permitiendo que se cargue al completar un conjunto de objetivos cada noche. Si bien el Baby Talking Tattletail no es una amenaza, es propenso a generar un gran sonido cuando no se satisfacen sus necesidades, alertando a Mamá Tattletail de su ubicación. Al completar una tarea establecida, el jugador debe evitar a Mamá manteniéndose en silencio cuando ella está cerca (indicado por sus ruidos mecánicos y sus brillantes ojos rojos). Si no lo haces o si te acercas demasiado, Mamá atacará al jugador, enviándolo al punto de control anterior.
Los jugadores adquieren una linterna para navegar en la oscuridad, pero Mamá Tattletail tiene la habilidad de apagar la linterna cuando la brillan directamente hacia ella. Baby Talking Tattletail también le teme a la oscuridad y es muy elocuente al respecto, creando la necesidad de recargar la linterna sacudiéndola rápidamente. Sin embargo, sacudirla genera sonido, por lo que el jugador debe tener cuidado sobre cuándo y dónde sacudirla.
En el transcurso del juego, una serie de "huevos de regalo", presumiblemente colocados por el Baby Talking Tattletail, se encuentran esparcidos por toda la casa. Recolectar los veintidós huevos dará como resultado que el jugador logre el "final bueno" del juego.

## Argumento
Los acontecimientos del juego tienen lugar del 20 al 25 de diciembre de 1998. El jugador despierta el 20 de diciembre para abrir su regalo de Navidad tempranamente; el regalo es un Baby Talking Tattletail, una nueva mascota de juguete de novedad similar a un Furby. Después de jugar brevemente con el juguete (que implica alimentarlo y asearlo), el jugador lo coloca nuevamente en su caja y vuelve a la cama. La noche siguiente, el jugador encuentra el mismo Tattletail en la secadora, sin ninguna indicación de cómo llegó allí. Luego, el jugador lo carga, lo vuelve a guardar en su caja y regresa a la cama.
Durante la tercera noche, el jugador encuentra el contenido de una antigua guardería en el sótano. En la esquina se encuentra Mamá Tattletail, una primera versión de los Baby Talking Tattletail que fue descontinuada poco después de su concepción, junto con una cinta de casete que contiene el fragmento de una historia en un estilo de lectura, incluyendo indicaciones para "cambiar de página", sobre cómo "los niños pensaban que Mamá nunca los encontraría, siempre y cuando ella no los pudiera ver", pero Mamá los encontraría de todos modos sin embargo. Después de que el jugador encuentra a Tattletail, se le pide que lo lleve a Mamá. El jugador regresa al sótano solo para descubrir que Mamá ha desaparecido. Pronto, Mamá Tattletail comienza a acechar al jugador cuando intenta limpiar a Tattletail.
En la cuarta noche, después de una larga sesión de escondidas con otro Tattletail, el jugador encuentra una cinta de VHS que muestra varias alimentaciones de cámara intercambiables de lo que parece ser un antiguo comercial de Tattletail. Después de un tiempo, algunos nombres de las tomas de la cámara se vuelven rojos, la iluminación cambia de azul a verde y aparecen bolsas de basura con oscurecidas partes de cuerpos humanos inanimados o retorciéndose.
En Nochebuena, Tattletail invita al jugador al sótano para unirse a una "fiesta" con otros dos Tattletails, uno azul y uno amarillo; al jugador se le indica que busque y encuentre dos Tattletails más. Después de que el jugador los obtenga, debe recoger a su propio Tattletail y obtener algunos suministros del piso de arriba. El jugador se da cuenta de que los cinco Tattletails han hecho un pentagrama satánico con luces de Navidad con la cinta de VHS en medio, y han comenzado a cantar en una sesión de espiritismo. Después de rebobinar la cinta de VHS, Mamá aparece y roba las velas, por lo que el jugador debe encontrarlas en jarrones dispersos en el sótano. Una vez que la sesión alcanza su clímax, la cinta comienza a levitar y el jugador debe destruirla. La sesión finaliza y el jugador vuelve a la cama.

### Finales
El día de Navidad, el final del juego depende de si el jugador ha recogido los veintidós huevos esparcidos en el juego:
- Final malo: Si el jugador no recolecta los veintidós huevos, descubrirá que su regalo debajo del árbol de Navidad está vacío. Cuando el jugador se da la vuelta, Mamá Tattletail lo ataca y lo asesina (lo que implica que el ritual ha fallado), terminando el juego e iniciando los créditos. Originalmente, este era el final canónico del juego antes del lanzamiento de la actualización.
- Final bueno: Si el jugador se las arregla para recoger los veintidós huevos, se revela que su regalo es el mismo Baby Talking Tattletail que el jugador recibió al abrirlo tempranamente. Tattletail procederá a darle al jugador una serie de regalos: su etiqueta de nacimiento y una linterna dorada. El jugador tendrá que abrir la puerta de la habitación de su madre y despertarla, lo que activará una pantalla blanca. El juego termina con Tattletail agradeciéndote, junto con la madre del jugador bostezando. Este final es considerado canónico en el DLC del Caleidoscopio.
- Final de broma: Si el jugador sale del mapa con Tattletail en sus manos, Tattletail comenzará a fallar y dirá que el jugador lo "rompió". Entonces, el juego termina e inician los créditos. Aunque técnicamente es un final, este final dará como resultado el regreso al menú principal sin progreso.

### DLC delCaleidoscopio
En el DLC gratuito del Caleidoscopio, el jugador despierta el día de Navidad para encontrar su regalo: el Baby Talking Tattletail. Sin embargo, ahora parece un poco diferente, habla con una voz aburrida y monótona, y luego falla. En la puerta de entrada, el jugador encuentra un paquete y una carta anónima que dice que Tattletail "no era así" y "así no sucedió". Luego, el jugador retrocede gradualmente en el tiempo y tiene que volver a jugar todas las noches en orden inverso, con los eventos y circunstancias de las noches siendo similares, excepto que ahora Mamá Tattletail es amistosa y afectuosa. Cada noche "termina" con una carta explicando que algo salió mal, y la carta final explica que un lugar llamado "Caleidoscopio", donde todos los recuerdos se almacenan, es lo que está causando los cambios. Luego, se le ofrece al jugador la opción de volver a la cama o ingresar al caleidoscopio para recuperar sus recuerdos; ir a la cama da como resultado un final "malo" en el que Tattletail se mantendrá aburrido para siempre.
En el caleidoscopio, el entorno parece una versión desordenada y deformada de la casa iluminada con un tinte azulado. Finalmente, el jugador encuentra una cinta de VHS con una carta diciendo que debe reproducirse para restaurar las memorias del jugador; el VHS contiene una versión ligeramente diferente del comercial de televisión de Tattletail. Una vez que se reproduce la cinta, se repite la primera noche, con Tattletail restaurado a su antiguo yo. Cuando el jugador está por guardarlo nuevamente, Tattletail cuenta una broma, pero es interrumpido por Mamá y el jugador es transportado nuevamente al caleidoscopio con Mamá siendo agresiva nuevamente. El jugador debe atravesar la entrada del caleidoscopio sin ser asesinado por Mamá. Después de escapar, el jugador despierta nuevamente el día de Navidad y abre el regalo. Una vez que está abierto, Tattletail le da al jugador un regalo con una carta final elogiándolo y le dice al jugador que salude a Tattletail para ellos. Finalmente, Tattletail le cuenta otra broma al jugador.

## Desarrollo
El juego fue publicado bajo el nombre de una ficticia compañía de juguetes llamada Waygetter Electronics. En realidad, el equipo está dirigido por el diseñador de juegos, Ben Esposito, y consiste en la diseñadora y co-desarrolladora de personajes, Geneva Hodgson, junto con el programador principal, Tom Astle. El dibujante Ryann Shannon también participa haciendo la voz del Baby Talking Tattletail.

## Recepción
El juego ha recibido algunas críticas por su parecido superficial con la serie de Five Nights at Freddy's por presentar elementos de juego similares. El juego tomando lugar cinco noches antes de Navidad y el jugador enfrentándose a juguetes vivientes que quieren matarte llevó a los fanáticos a creer que Tattletail era una estafa de la serie de Five Nights at Freddy's, pero generalmente, los críticos están de acuerdo en que la jugabilidad, que permite caminar libremente, es distintiva. El juego también recibió críticas en su mayoría positivas en Steam.
En Metacritic, el juego tiene una puntuación aprobatoria de 80 sobre 100 basada en seis reseñas indicando "críticas generalmente favorables" mientras que GameRankings le da una calificación positiva de 80% basada en una reseña.